# Mussol comú
|  | Aquest article tracta sobre l'au. Vegeu-ne altres significats a «Mussol (desambiguació)». |

El mussol comú o mussol (Catalunya) o miula (Illes Balears) (Athene noctua) és una espècie d'ocell de la família dels estrígids (Strigidae). Habita bona part de les parts temperades i càlides d'Europa, del Paleàrtic a l'est fins a Corea i el nord d'Àfrica. El seu estat de conservació es considera de risc mínim.

## Morfologia
Fa uns 25 cm de longitud. Té el cap gros, les potes llargues i la cua curta. Com la majoria dels ocells de la família dels estrígids, té uns grans ulls d'iris groc pàl·lid. Les «celles» són blanques i obliqües. El perfil és rabassut i el plomatge terrós a taques blanques. En vol es reconeix per les ales curtes, arrodonides i amb línies puntejades de color blanc.

## Subespècies
- Athene noctua bactriana (Blyth, 1847).[9] Des del sud-est de l'Azerbaidjan, l'est de l'Iraq, l'Iran i l'Afganistan fins al llac Baikal[10]
- Athene noctua glaux (Savigny, 1809).[11] Des de l'Àfrica del Nord fins a Israel[10]
- Athene noctua impasta (Bangs & J. L. Peters, 1928).[12] Oest de Gansu (Xina)[10]
- Athene noctua indigena (C. L. Brehm, 1855).[13] Des d'Albània, el sud-est de l'antiga Iugoslàvia, Romania, el sud d'Ucraïna i de Rússia, el Caucas i el sud-oest de Sibèria fins a Creta, Turquia (llevat del sud-est) i l'Orient Mitjà (fins a Haifa)[10]
- Athene noctua lilith (Hartert, 1913).[14] Xipre i l'Orient Mitjà (des del sud-est de Turquia fins a la península del Sinaí)[10]
- Athene noctua ludlowi (E. C. S. Baker, 1926).[15] Des de la Xina i el sud-est del Tibet fins al nord de l'Himàlaia[10]
- Athene noctua noctua (Scopoli, 1769).[16] Des del sud d'Alemanya fins a Sardenya, Sicília i Romania[10]
- Athene noctua orientalis (Severtzov, 1873).[17] Nord-oest de la Xina i àrees siberianes adjacents[10]
- Athene noctua plumipes (Swinhoe, 1870).[18] Nord-est de la Xina, Mongòlia i el krai de Primórie (Rússia)[10]
- Athene noctua saharae (O. Kleinschmidt, 1909).[19] Des del Sàhara (incloent-hi Mauritània, Mali, el Níger, el Txad i el Sudan) fins a la península Aràbiga[10]
- Athene noctua somaliensis (Reichenow, 1905).[20] Etiòpia i Somàlia[10]
- Athene noctua spilogastra (Heuglin, 1869).[21] Est del Sudan i el nord d'Etiòpia[10]
- Athene noctua vidalii (A. E. Brehm, 1857).[22] Des de la mar Bàltica fins a la península Ibèrica (incloent-hi les Illes Balears) i el nord-oest de Rússia[10][23]

## Alimentació
Caça bàsicament petits rosegadors, insectes grossos, petits ocells i cucs.

## Hàbitat
Se'l sol veure sobretot als paisatges mediterranis, amb oliveres, matolls i algun pedreguer. També és freqüent veure'l de dia posat als pals i fils elèctrics.

## Distribució
És nadiu d'Euràsia (incloent-hi Catalunya, amb la subespècie Athene noctua vidalii, i Xipre) i d'Àfrica (Algèria, el Txad, Djibouti, Egipte, Eritrea, Etiòpia, Líbia, Mali, Mauritània, el Marroc, el Níger, Somàlia, el Sudan, Tunísia i el Sàhara Occidental), itinerant a Finlàndia, Irlanda, Corea, Malta, Noruega i Suècia i introduït a Nova Zelanda.

## Espècies semblants
S'assembla al gamarús europeu, però aquest últim és de color cendra, amb un parell de manyocs en punta al damunt del cap i menys corpulent que el mussol.

## Observacions
- El seu vol és ondulat, amb descensos i ascensos continuats i d'aleteig ràpid.
- El seu cant és fàcil d'identificar al capvespre: una sèrie de reclams aguts i forts.

## Trets culturals
A l'antiga Grècia era l'animal sagrat de la deessa Atena, de la qual pren el nom científic, i símbol de la ciutat d'Atenes. És per això que moltes monedes porten encunyada al revers la imatge d'aquest animal (incloent-hi els euros grecs).